# Nathan Fake

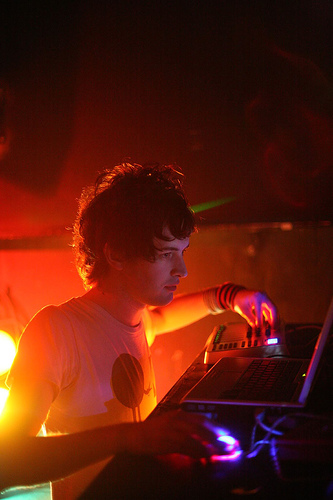
Fake in Melbourne, 2007

Nathan Fake (* 1. März 1983 in Norfolk, England) ist ein Produzent und Live-Act im Bereich der elektronischen Tanzmusik.
Bekannt wurde Fake vor allem durch den Track The Sky Was Pink. Der Remix von James Holden wurde in der Groove Magazine Reader’s Poll zum zweitbesten Remix 2004 gewählt.
Nathan Fake gibt keine DJ-Gigs, da er sich für keinen guten DJ hält – er tritt als Live-Act auf. Im Alter von 20 Jahren brachte er seine Debütsingle Outhouse auf James Holdens Label Border Community heraus. Daneben entstanden weitere Produktionen, von denen Dinamo beim Kölner Label Traum Schallplatten und Watlington Street Saw Recordings herauskommt. Später erschien die Platte Dinamo mit Remixen von Dominik Eulberg und Michael Mayer.
2006 erschien das Debütalbum Drowning in a Sea of Love auf Border Community. Das Album wurde in vielen Musikzeitschriften gelobt und in der Zeitschrift Mixmag zum zweitbesten Album des Jahres gewählt.

## Diskographie (Auszug)

### Alben
- Drowning in a Sea of Love (2006), Border Community
- Hard Islands (2009), Border Community
- Steam Days (2012), Border Community
- Providence (2017), Ninja Tune

### Single und EPs
- Outhouse (2003), Border Community
- Watlington Street EP (2004), Saw Recordings
- The Sky Was Pink (2004), Border Community
- Dinamo EP (2005), Traum Schallplatten
- Silent Night (2005), Border Community 7"
- Drowning in a Sea of Remixes (Remix EP) (2006), Border Community
- You Are Here (2007), Border Community

### Remixe
- DJ Remy – Scrambled (Nathan Fake Remix) (2004), Additive Records
- Perc – Closer (Nathan Fake Remix) (2004), Premier Sounds
- Avus – Real (Nathan Fake Remix) (2004), Border Community
- Steve Lawler – Out at Night (Nathan's Night In) (2004), Subversive Records
- Tiefschwarz – Isst (Nathan Fake Remix) (2005), Fine Records
- Jack Addicts – Stalker (Nathan Fake Remix) (2005), Dirty Blue Records
- Shocking Pinks – Dressed To Please (Nathan Fake Remix) (2008), DFA Records

## Fernsehen
- Der Track Grandfathered wurde in der Motorola-Werbung für das Pebl-Handy verwendet
- Der Track You Are Here wurde in der CSI:-Miami-Episode Miami Confidential verwendet